# Tasso di istruzione degli adulti
Il tasso di istruzione degli adulti (TIA) è una misura statistica utilizzata per determinare quanti adulti sanno leggere e scrivere in una determinata nazione o area geografica. Questo tasso è uno dei fattori che concorrono nella misurazione dell'Indice di sviluppo umano di ogni nazione, insieme all'aspettativa media di vita, l'educazione, e gli standard di vita.
L'equazione per misurare il tasso di istruzione degli adulti è:
- {\displaystyle {\frac {TIA-0}{100-0}}}

TIA = percentuali di persone che sanno leggere e scrivere sull'intera popolazione con più di 15 anni